# Pure Heroine
''Pure Heroine'' és l'àlbum de debut de la cantant neozelandesa Lorde. Es va estrenar a través d'Universal Music Group, Lava i Republic el 27 de setembre de 2013.L'àlbum és producte d'una col·laboració entre Lorde i el productor Joel Little. Després d'estrenar el seu primer EP “The Love Club EP” i el seu primer single “Royals” el 2013, la parella va continuar escrivint i produint material. Pure Heroine és un àlbum de dream pop, electrònica i electropop, compost amb la producció mínima, el baix greu i els ritmes programats. Pel que fa a la lletra, l'àlbum tracta sobre joves i crítiques de la cultura dominant.
Pure Heroine va rebre crítiques molt positives dels crítics musicals, que van recomanar la seva composició i producció, i van elogiar la capacitat vocal de Lorde. El disc va debutar al número u del “Official New Zealand Music Chart” i als “ARIA Charts”. Pure Heroine va tenir força èxit en les llistes d'èxits mundials, arribant al número tres al “Billboard 200” dels Estats Units i en el top 10 en vuit països addicionals. Pure Heroine va ser nominada al Millor Àlbum Vocal Pop als 56è Premis Anuals Grammy de 2014. L'àlbum també va ser notable pel seu impacte en la música popular actual i el seu desafiament als artistes actuals.
El primer senzill, “Royals”, va ser un èxit crític i comercial, superant les llistes a Canadà, Irlanda, Nova Zelanda, el Regne Unit i els Estats Units, on Lorde es va convertir en la primera solista de Nova Zelanda al capdavant de la llista “Billboard Hot 100” i la més jove de fer-ho des del senzill del 1987 de Tiffany “I Think We're Alone Now”. “Tennis Court” s'estrenà posteriorment com el segon senzill de l'àlbum i va arribar al rànquing d'èxits musicals de diversos països. “Team” es va estrenar com al tercer senzill de l'àlbum, aconseguint arribar al top 10 de Nova Zelanda, Canadà i Estats Units, i al top 20 d'Austràlia. “Glory and Gore” es va estrenar com al quart i darrer senzill de l'àlbum. L'àlbum ha venut més de tres milions de còpies a tot el món des del seu llançament.

## Antecedents
Des dels 14 anys, Lorde va treballar amb Universal per desenvolupar la seva visió sonora i artística. Va signar per Universal gràcies al seu manager, Scott Maclachlan, quan tenia 13 anys i, inicialment, va estar juntament amb una successió de diferents compositors per intentar desenvolupar la seva pròpia música, tot i que no va tenir sort. Maclachlan va dir a HitQuarters: “Fonamentalment, crec que va comprendre que anava a escriure la seva pròpia música, però que necessitava a algú per ajudar-la amb el tema de la producció”. Lorde va començar a escriure cançons amb guitarra quan tenia “13 o 14 anys”. “Finalment es va relacionar amb l'escriptor i productor novaiorquès Joel Little i aquesta relació de treball va donar resultats gairebé immediatament. El debut estrenat de Lorde, el “The Love Club EP” de 2013, va rebre elogis dels crítics de la música que van comparar l'EP amb altres artistes alternatius femenins com Sky Ferreira, Florence + the Machine, Lana Del Rey i Grimes, i va aconseguir el número u a Nova Zelanda i el número dos a Austràlia, on va ser certificada platina cinc vegades per 350.000 còpies, i vint-i-tres en el "Billboard 200" dels Estats Units.

## Escriptura i gravació
Abans de començar a treballar en Pure Heroine, Lorde va manifestar la intenció perquè el seu àlbum de debut fos un treball “cohesionat”. Igual que amb "The Love Club EP", Pure Heroine va ser gravat amb el productor Joel Little als Golden Age Studios, a Auckland. Inicialment, Lorde i Little van dur a terme demostracions per a A&R Scott Maclachlan, en què discutien cançons, intercanvien comentaris i canvien alguns aspectes de les cançons. La gravació de l'àlbum va ser supervisada per Lorde i Little, i va ser descrita per A & R Scott Maclachlan de Lorde com un procés bastant curt, amb la majoria de la qual Lorde va tocar per tal d'acabar en l'última edició de l'àlbum. La gravació va tenir lloc a Golden Age Studios d'Auckland, en un petit estudi sense tecnologia costosa, i es va completar en menys d'un any. Lorde va voler escriure la seva pròpia música i el contingut de l'àlbum va ser escrit juntament amb Joel Little. Deu cançons van ser incloses en el llistat de temes finals de l'àlbum, amb al voltant de set o vuit temes que no van fer el pes per ser afegides. En escollir les cançons per incloure en el llistat final del disc, Lorde i la seva A&R van decidir que hi haguessin deu cançons per evitar “material de farciment”. Lorde va discutir els seus objectius de Pure Heroine amb la declaració següent:
“L'objectiu per a mi és fer un treball coherent, que es vegi com un àlbum i és una cosa de la qual em sentiré orgullosa. Actualment estic treballant en un àlbum i sembla que molts àlbums últimament no es veuen com un conjunt coherent de cançons que es complementen mútuament i que signifiquen alguna cosa com a grup. Si puc fer alguna cosa que es percebi així i que es vegi veritable i bona, llavors ho hauré aconseguit”.
Durant la gravació de l'àlbum, Lorde va afirmar que “realment no tenia al cap un so específic quan vaig començar a gravar” i, a continuació, va dir que havia escoltat una gran quantitat de hip-hop, música electrònica i pop. Per influència va citar James Blake i la música minimalista. Lorde també va escoltar la cantant nord-americana Lana Del Rey i fou influenciada pels seus gèneres de hip-hop. Més endavant, Lorde va ensenyar les lletres al seu xicot, James Lowe, i va afirmar que compartir coses amb el seu xicot va impulsar gran part de l'escriptura de l'àlbum i, en última instància, va inspirar-la i va animar-la a escriure la majoria de l'àlbum. Lorde fou una productora col·laboradora juntament amb Little i va escoltar molta música electrònica perquè pogués desenvolupar un “tast real” del que volia que semblés la producció de l'àlbum.

## Música i lletra
Pure Heroine és un àlbum de música electrònica, dream pop i electropop. La veu de Lorde a Pure Heroine és “única i poderosament intrigant”, segons la publicació a internet sobre música de PopMatters i es va descriure com un estil “molt més enllà dels seus anys”. Lorde va declarar que el seu principal enfocament durant l'àlbum és la seva veu, ja que no toca cap instrument; ho digué així: “No toco cap instrument, de manera que la meva veu ha de tenir el centre d'atenció. La meva capacitat vocal és realment important per a les composicions”. Jason Lipshutz, de la revista "Billboard", va qualificar la veu de Lorde com a “dinàmica” durant l'àlbum, i va assenyalar l'estil vocal canviant de Lorde. “Ribs” empra una tonalitat vocal “poètica creixent”, mentre que “Buzzcut Season” mostra que la veu de Lorde intenta “navegar”. Pure Heroine també presenta tons vocals “fumejants i restringits”. La producció de l'àlbum conté diversos gèneres com indie, pop, rock, EDM i hip-house.
L'àlbum es basa al voltant de la notable producció de Little, coneguda per contenir “tocs de baixos greus, bucles rítmics i ritmes programats”, evocant “sons ombrívols” en comparació, feta per Jason Lipshutz, amb Massive Attack i xx. Els crítics van elogiar la música i el so de l'àlbum; en particular van lloar l'associació de Lorde amb Joel Little. Clash Music va elogiar els “paisatges sonors pop brillants i progressistes de l'àlbum”. Little va afirmar que “l'enfocament de menys és més és sorprenentment mínim de vegades i és vital per accentuar la veu de Lorde i crear un punt focal”. Time Out va trobar el so de hip pop” mínim i apreciat de Little com a destacat de l'àlbum i va sentir que la música de Lorde va influir en la música trap, comparant la seva disposició amb el cantautor Robyn i Santigold.
Les lletres de l'àlbum “exploren temes clàssics "teen pop": ansietat social, desig romàntic, tedi debilitant, gent enfurismada embolcallada d'alcohol”, amb una indiferència esgarrifosa i allunyada; i “estigui segurament recolzada per una aflicció i angoixa adolescents”. Les lletres de l'àlbum consideren el tema comú de Lorde, que és la “joventut”; l'àlbum està inspirat principalment en la seva jovenesat i les crítiques de la cultura dominant. Rolling Stone va escriure “Les lletres lànguidament aforístiques de Lorde fan el balanç entre rock swagger i una angoixa adolescent encallada” i que les seves lletres “tenen un patetisme i un poder de caràcter nerviós que no té res més del 2013”. Els temes lírics i el concepte de l'àlbum s'introdueixen immediatament amb el tema d'obertura de l'àlbum que Lorde declara que està “avorrit”, els temes continuen al llarg de l'àlbum amb Lorde apuntant la “cultura pop”, escollint la “falsedat dels seus companys que encapçalen les llistes musicals”.
Les lletres de Lorde destaquen per parlar sobre “la mundanitat de la vida adolescent - celebrant la intel·ligència sovint ignorada de la propera generació”. Lorde també usa metàfores que esmenten les dents, usant aquest terme per parlar del “somriure de Hollywood” i “els que cruixen les dents” com a manera per parlar d'expectatives poc realistes establertes per la societat, que són particularment certes en la reverberació de la felicitat,  impulsat per l'exèrcit “White Teeth Teens”. El contingut líric de l'àlbum va ser descrit com a  “intel·ligent” per la revista Billboard, que va elogiar la línia d'obertura de l'àlbum: “No creus que és avorrit com parlen les persones?”; continuant elogiant la línia de tancament de l'àlbum: “Deixa’ls parlar”, adonant-se d'un vincle entre l'inici i el tancament de l'àlbum.

## Cançons
El tema d'obertura de l'àlbum, “Tennis Court”, ha estat descrit com una “cosina més vella, lleugerament més boja” del senzill debut “Royals”. Billboard va caracteritzar “Tennis Court” com “una actitud distant, una producció aclaparadora i "chopped and screwed"”, i la segona cançó “400 Lux” (anomenada per la il·luminació d'una posta de sol), com “una femme fatale del pop en la seva màxima expressió”, incloent “sobre el baix de la mida d'un canó i la percussió explosiva”. Lorde va escriure la lletra de “Royals” en només mitja hora. Va ser influenciada pel hip-hop i per la cantant Lana Del Rey. “Estava escoltant molt de rap, però també molt de Lana Del Rey, perquè, òbviament, ella està molt influenciada pel hip-hop, però pel que fa a totes aqueles referències a l'alcohol car, a la roba bonica i als cotxes bells, estava pensant: 'Això és molt opulent, però també és mentida'”. La pista “Ribs” "comença amb una “obertura ambiental” i un “so exhaust que Lorde fa sonar cada vegada més frenètic amb cada segon que passa”, amb lletres que inclouen la cantant descobrint la seva maduresa i “problemes d'adults”.
“Buzzcut Season” té una producció d'estil “paradís tropical” amb lletres que descriuen Lorde intentant romandre “en una ignorància feliç al món en ruïnes que intenta penetrar a través de les emissions de notícies”. La sisena cançó de l'àlbum, “Team”, conté un “ritme ràpid i fort” i va ser descrit per Billboard com a “melòdicament obscur”. Pel que fa a la lletra, la cançó remarca la seva idea de “desconnectar-se de la música pop moderna” i la diferència entre els retrats en pantalla i la realitat. A continuació, “Glory and Gore” és una cançó amb lletres que parlen sobre “l'obsessió de la societat per la violència”. “Still Sane” va ser elogiat perquè la veu de Lorde es va qualificar com a “fumejant i continguda”, amb lletres que toquen breument la bogeria de “molta feina i res de i jugar” del seu ascens a la fama i la dualitat de la fama i el llegat”. “White Teeth Teens” és una cançó d'estil doo-wop que parla sobre les imperfeccions dels adolescents i la manera en què es presenten a si mateixos. “A World Alone”,  el tema de tancament de l'àlbum, inclou “un ritme de dansa ferotge”. La seva lletra parla d'un món “que està compost de gent que odia, de cavil·lacions existencials, d'interminables xerrades a Internet i de la persona amb qui [un] escapa de tots els judicis”. Sobre la cançó, Jonah Weiner de Rolling Stone va escriure “descrivint un romanç apassionat, la seva ment no pot evitar saltar no només davant l'inevitable fracàs de la relació, sinó només enllà d'això, fins i tot la mort”.

## Senzills
Publicat a la venda en forma digital el març de 2013, i en CD el maig de 2013, The Love Club EP va comptar amb cinc cançons incloent “Royals”. La cançó de “Royals” va debutar al número 1 en el Top 40 de Nova Zelanda el 15 de març de 2013 i va romandre en la primera posició durant tres setmanes. El mateix dia, The Love Club EP va debutar a la posició número 2 de la llista d'èxits, darrere de The Next Day, de David Bowie, que també va debutar aquella setmana. L'agost de 2013, Lorde es va convertir en la primera dona capdavantera de la llista d'èxits de Cançons Alternatives de Billboard als Estats Units des de Tracy Bonham 1996. Pel que fa a la llista del 2 d'octubre de 2013, la cançó es va convertir en la primera número de Lorde en el Billboard Hot 100. Als setze anys, és l'artista més jove a arribar al número u del país des que Tiffany va aconseguir-ho amb “I Think We're Alone Now” el 14 de novembre de 1987. Amb “Royals”, Lorde és la primera vegada que algú de Nova Zelanda ha aconseguit el número u de Billboard Hot 100 com a artista principal.
La cançó “Tennis Court” s'estrenà a Nova Zelanda el 8 de juny de 2013. El dijous 7 de juny es va publicar digitalment el The Tennis Court EP al Regne Unit (a causa de la diferència de la zona horària) i físicament el 22 de juny. Es va reproduir durant la cobertura de la BBC de la Final Femenina del Torneig de Wimbledon de 2013. El 14 de juny de 2013, el senzill de Lorde va debutar al número 1 de la llista de senzills de la llista d'èxits Top 40 de Nova Zelanda. En la mateixa setmana, també es va convertir en la primera artista neozelandesa a tenir simultàniament quatre cançons en els primers 20 temes del Top 40 de Nova Zelanda. Anteriorment, Titanium va mantenir aquest rècord amb tres cançons.
“Team” és el tercer senzill de l'àlbum. Va ser filtrat per l'estació de ràdio australiana Triple J el 12 de setembre i, com a resultat, el senzill va ser estrenat digitalment a Austràlia i Nova Zelanda el 13 de setembre. El single va estar disponible als Estats Units el 13 de setembre com a part de l'avançament de Pure Heroine. “Team” va debutar al número tres de la llista de senzills de Nova Zelanda, convertint-se en el tercer single consecutiu de Lorde en el país. En el Billboard Hot 100, “Team” va arribar al número 6, convertint-se en el seu segon èxit dels Estats Units des del número u, que va aconseguir el seu senzill de debut “Royals”. El senzill també va aconseguir el número 5 en el Canadian Hot 100.
 “Glory and Gore” va impactar la ràdio de rock modern dels Estats Units l'11 de març de 2014 com a quart senzill de l'àlbum.

## Publicació i promoció
El 12 d'agost de 2013, Lorde va anunciar, a través del seu perfil oficial de Twitter, que el seu àlbum debut Pure Heroine s'estrenaria el 30 de setembre de 2013 i també va revelar la caràtula de l'àlbum i la llista de cançons. La publicació de l'àlbum va ser precedida d'una campanya publicitària que va veure lletres de les seves cançons en autobusos, aparadors i fins i tot enviades per fax a mitjans de comunicació. Una versió ampliada de l'àlbum sortí a la venda el 13 de desembre de 2013, amb sis cançons addicionals: “No Better”, “Bravado”, “Million Dollar Bills”, “The Love Club”, “Biting Down” i “Swingin Party”. Lorde va ser la substituta de Frank Ocean, que va cancel·lar a causa de la malaltia la seva aparició al festival Splendour in the Grass el 2013. Ella va ser contactada el 26 de juliol de 2013, el divendres immediatament abans del cap de setmana del festival, mentre assistia a una festa amb amics a Auckland, Nova Zelanda. Va actuar davant 10.000 persones al nord de "Byron Bay", Austràlia, on el festival té lloc des del 2013. El setembre de 2013, Lorde va aparèixer en el 3rd Degree, una ràdio de Nova Zelanda, i es va presentar a "Later...with Jools Holland".
El 23 de setembre de 2013, “Buzzcut Season” es va estrenar com a senzill promocional en algunes botigues iTunes d'Àsia. “Ribs” es presenta com a senzill de la setmana a la botiga iTunes durant la setmana de la publicació de l'àlbum.
El 13 de desembre de 2013, “No Better”, una cançó de la versió ampliada de Pure Heroine, fou estrenada digitalment com a senzill promocional de l'àlbum en països fora dels Estats Units. El senzill va estar disponible de franc fins al 19 de desembre com a part del programa d'iTunes anomenat “12 Days of Gifts”.
L'1 d'octubre de 2013, Lorde va interpretar “Royals” i “White Teeth Teens” en el "Late Night amb Jimmy Fallon". El 13 de novembre de 2013, Lorde va realitzar diverses actuacions musicals a "Live with Letterman", incloent “Bravado”, “Tennis Court”, “Buzzcut Season”, “Ribs”, “Royals”, “Team” i “White Teeth Teens”. El 3 d'octubre de 2013, la cantant va organitzar un concert al recinte de Varsòvia de Brooklyn i va interpretar diversos temes de l'àlbum.
Lorde va interpretar “Royals” en el programa nord-americà Ellen el 9 d'octubre de 2013. Lorde també va inaugurar els Premis de Música de Nova Zelanda de 2013 amb “Royals”. El 2 de desembre de 2013, Lorde va presentar “Team” en els Premis ARIA de 2013. Lorde va realitzar una versió reduïda del senzill principal de l'àlbum “Royals” en els 56è Premis Anuals Grammy; l'actuació va rebre elogis del cantant de rap Mac Miller i la model Chrissy Teigen. Per seguir promocionant l'àlbum, Lorde es va embarcar en una gira amb diverses actuacions, gira de debut que anuncià el desembre de 2013. Aquesta començà a Amèrica del Nord, a "Austin Music Hall", Austin, Texas, el 3 de març de 2014 i s'acabà el 26 de març de 2014 a Oakland, CA. Comptant-les totes, Lorde durà a terme 16 espectacles a Amèrica del Nord, incloent dues dates a Nova York, "Roseland Ballroom" i una altra a Toronto. Es van esgotar els més de 2500 seients en menys d'un dia per a l'actuació del 21 de març al teatre "Midland". Després l'anunci de la gira de setze dies, es va esgotar.

## Recepció i crítica
A la revisió de la pàgina web Metacritic, Pure Heroine té una puntuació mitjana de 79 sobre 100, basada en 28 ressenyes, indicant crítiques “generalment favorables”. Jason Lipshutz de Billboard concedí a l'àlbum una puntuació de 94, descrivint l'àlbum com a “impecable” i declarant que Lorde era l'artista més “més sorprenent vocalment i la que més causava pensaments provocadors pel que fa a la seva lletra” en el pas dels darrers temps. També va comparar el baix, els bucles i els ritmes de Joel Little, en l'àlbum, amb l'electrònica obscura de les bandes angleses Massive Attack i The xx. A més a més, Lipshutz anomenà l'àlbum “honest i addictiu”, afirmant que “l'edat de Lorde” havia començat. Tom Cardy de The Dominion Post va donar a l'àlbum 4 de 5 estrelles, afirmant que, encara que l'àlbum no era “innovador” i no oferia cap “sorpresa”, era un seguiment de “pur or” de la seva obra estesa The Love Club i va ser un àlbum de debut “fort”. David Farrier de 3 News va donar una ressenya molt favorable de l'àlbum, afirmant que viu “fins a l'exageració” que el seu primer senzill “Royals” creà i superà les expectatives. Farrier va anomenar l'escriptura de Lorde “molt bona” i va elogiar la seva maduresa, descrivint l'àlbum com a “encantador pel que fa al so”, “completament únic” i intemporal. Joe Cristo de Move atorgà a l'àlbum 5 de 5 estrelles, anomenant-lo “impressionant” i “impecable”. Cristo va dir que l'àlbum mancava completament de pistes de farciment i que rivalitzava amb “qualsevol altre disc que s'hagués estrenat durant l'últim any, i possiblement en els últims deu anys”.
Lydia Jenkin, de The New Zealand Herald, va declarar que l'àlbum contenia “un geni líric” i “melodies interminables”. Jenkin va declarar que l'àlbum no oferia sorpreses, encara que va elogiar la veu de Lorde, anomenant-la la “nova heroïna del pop”. Maura Johnston de Spin va oferir una revisió una miqueta contrària a Lorde i al seu àlbum, suggerint que “la seva edat és una mena d'estratagema barroera”, que “la música és agressivament correcta” i que “la música és el tedi propi (possiblement fals) d'una estrella del pop adolescent”. Stephen Thomas Erlewine de AllMusic va concedir a l'àlbum 3 de 5 estrelles, va afirmar que la personalitat de Lorde a l'àlbum “pot ser una actuació” i va dir que Lorde era deshonesta a l'àlbum. Erlewine també va dir que la música de Lorde no era original, comparant-la amb Lana Del Rey en diverses ocasions, encara que va elogiar l'estil de Lorde i el seu “potencial”. Adam Offitzer de Pretty Much Amazing atorgà a l'àlbum un B, afirmant que l'àlbum no era “cap obra mestra” i va dir que els temes de la meitat de l'àlbum no tenien cap finalitat, però que Pure Heroine va ser suficientment captivador per mantenir Lorde rellevant. Lindsay Zoladz, de Pitchfork, va escriure que Lorde “aconsegueix un acte d'equilibri complicat d'exposar la ironia i fins i tot la hipocresia sense mostrar-se com una predicadora o una moralista”, mentre que implica que la música descrigui hàbilment personatges pretensiosos. Evan Sawdey de PopMatters va dir que “Pure Heroine continua sent una exuberant i atractiva experiència. El sobtat èxit internacional de Lorde és benvingut en un mercat tan sol·licitat i orientat als solters com ho tenim avui”.

### Premis
Pure Heroine va aparèixer en diverses llistes d'àlbums principals de diversos crítics. La publicació d'internet de FasterLouder, que forma part de la companyia de mitjans de comunicació australiana Sound Alliance, ha identificat Pure Heroine com a primer àlbum de 2013 en la seva llista “FL” dels ”Millors 50 Àlbums de 2013”. Feta el 3 de desembre de 2013, aquesta publicació fa referència a la crítica del 2 al 13 d'octubre, en la qual l'escriptor es va referir a Lorde com a “la superestrella del prop menys probable”. La revista Rolling Stone va concedir a l'àlbum el número set dels 50 millors discos de 2013, i va anomenar-lo l'àlbum debut número u de l'any. L'àlbum va aconseguir la posició número vint-i-quatre a la llista de musicOMH dels 100 primers de l'any. The A.V. Club va atorgar a l'àlbum el número 9 en els seus 23 millors àlbums de 2013. Mentre que Idolator donà a Pure Heroine el número 3 dels seus millors àlbums, Paste va anomenar l'àlbum el 36è millor àlbum de 2013 de 50. Pigeons & Planes consideraren a Pure Heroine dintre dels seus 28 millors millors àlbums del 2013, PopMatters va concedí a l'àlbum la posició 63 dels 75 millors àlbums de 2013 i Digital Spy el considerava el nombre vint-i-cinc dels millors àlbums de 2013. Mentrestant, Billboard el va col·locar en el número quatre en la seva mateixa llista. El gener de 2015, Billboard també considerava l'àlbum el número 16 en la seva llista de “The 20 Best Albums of 2010s (Fins ara)”.
The New York Times atorgà a l'àlbum el número u en la llista cap d'any i va dir que l'àlbum “confisca aquells espais amplis amb la seva veu brillant i harmonies de cor d'àngels portant pensaments seriosos”. També afirmà que “Lorde escriu sobre el provincialisme suburbà, la pressió de grup, la determinació i, en el tema irresistible anomenat “Royals”, sobre les fantasies de la cultura pop i les realitats conscients de les classes socials”. American Songwriter va considerar l'àlbum en la posició 26 en els seus 50 millors àlbums de cançons americanes de 2013, mentre que Clash li concedí el número 10 dels millors àlbums de Clash de 2013. Consequence of Sound va donar a  l'àlbum la posició 47 dels 50 millors àlbums de 2013 i el diari The Guardian va col·locar l'àlbum en la 13 en els millors àbums de 2013, mentre que musicOMH atorgà a Pure Heroine el número 24 en els millors 100 àlbums de musicOMH de 2013. Slant Magazine el col·locà al número 3 en els 25 millors àlbums de 2013 i Time Out va classificar l'àlbum en el número 20 en els 50 millors àlbums de 2013. D'altra banda, Vice anomenà Pure Heroine el pitjor àlbum de 2013.
Pure Heroine va ser nominada al millor àlbum vocal pop en els 56è Premis Anuals Grammy, mentre que “Royals” va guanyar dos premis: cançó de l'any i millor actuació solista pop i va ser nominada per a la gravació de l'any. En guanyar els premis, Lorde es va convertir en la persona més jove de Nova Zelanda a guanyar els premis i va esdevenir la tercera més jove en general. Pure Heroine és nominada al millor àlbum al World Music Award de 2014, amb els seus tres senzills també nominats a la millor cançó. L'àlbum va ser nominat al Premi Taite Music, un premi de música anual guardonat per al millor àlbum de Nova Zelanda per Independent Music de Nova Zelanda. Els premis Glamour també van nominar Pure Heroine i Lorde com el seu proper acte “Next Breakthrough”.

## Rendiment comercial
Pure Heroine va debutar al número u de Recorded Music NZ i va rebre la certificació de platí en la seva primera setmana de disponibilitat; va mantenir la posició màxima durant les dues setmanes següents. Després d'onze setmanes al rànquing, l'àlbum va tornar a aconseguir el número dos i fou certificat triple platí. Després de passar divuit setmanes a la llista, Pure Heroine va pujar tres posicions fins al número u de Recorded Music NZ, aconseguint ser quàdruple platí. L'àlbum també va debutar al número u a la llista ARIA d'Austràlia. En la seva segona setmana al rànquing, l'àlbum va baixar un lloc al número dos i va rebre el premi d'or per l'Australian Recording Industry Association (ARIA). L'àlbum aconseguí la posició número nou en els 10 Àlbums de ARIA de 2013 amb vendes del voltant de 100.000 còpies. Pure Heroine va entrar al Canadian Albums Chart al número dos, amb vendes de 15.000 còpies a la primera setmana; posteriorment va ser certificat platí per Music Canada (MC) per a comandes de 80.000 còpies. L'àlbum va vendre 18.294 còpies per estrenar-se al número quatre en The Official UK Charts Company, on més tard aconseguí el certificat d'or per a comandes de 100.000 còpies per la Indústria Fonogràfica Britànica.
L'àlbum va debutar al número tres a la Billboard 200 dels Estats Units, amb vendes de la primera setmana de 129.000 còpies. En la seva segona setmana al rànquing, l'àlbum va baixar tres llocs al número sis, amb un descens d'un cinquanta-un per cent en vendes a 63.000 còpies. En la seva tercera setmana, l'àlbum va patir una relliscada i baixà un lloc al número set, aconseguint vendre 48.000 còpies, però en la seva quarta setmana, l'àlbum es va recuperar de la posició set a la cinquena, venent 40.000 unitats. Segons Nielsen Soundscan, l'àlbum havia venut 413,000 còpies abans del 3 de desembre de 2013 i, el 19 de desembre de 2013, l'àlbum va ser certificat or per Recording Industry Association of America (RIAA), assolint vendre 541,000 còpies. Durant el període de Nadal, l'àlbum tenia un augment de les vendes del catorze per cent als Estats Units, venent 78.000 còpies des del número onze del Billboard 200 al set. El 9 de gener de 2014, Pure Heroine va saltar del número set al número cinc en el Billboard 200, aconseguint vendre 46.000 còpies més; l'àlbum va ocupar la posició la setmana següent, venent 33.000 còpies. El juliol de 2014, Billboard va publicar una llista de meitat d'any, on Pure Heroine va arribar al número quatre, assolint vendre 641,000 còpies durant el primer semestre de 2014. Finalment Pure Heroine es va convertir en el sisè àlbum més venut de 2014, venent 841,000 còpies i 6,8 milions de pistes durant tot l'any.
Després de l'actuació de Lorde en els 56è Premis Anuals Grammy, l'àlbum obtingué un augment del vuitanta per cent en les vendes, recuperant, des del número cinc, la seva posició màxima original al número tres del Billboard 200, amb 68.000 còpies venudes. Després de passar al vuitè lloc en la setmana que va acabar el 19 de febrer, Pure Heroine va pujar del número vuit fins al set, amb 39.000 còpies venudes, un augment del nou per cent. La setmana següent, l'àlbum va ascendir un lloc en el gràfic al número sis, assolint vendre 30.000 còpies; en fer-ho l'àlbum va superar el milió de vendes, ja que havia venut 1,01 milions de còpies. Es va convertir en el primer àlbum de debut en aconseguir el milió de vendes des d'octubre de 2013 i és la primera dona que té un àlbum de debut que ven un milió de vendes des d'abril de 2011, quan l'àlbum 19 d'Adele va aconseguir tal proesa. Segons la Federació Internacional de la Indústria Fonogràfica, Pure Heroine va vendre 1,4 milions de còpies el 2013 i 2 milions d'exemplars el 2014, el que significa que l'àlbum va assolir vendre un total de 3,4 milions de còpies durant els dos anys.